# NGC 462

NGC 462

NGC 462 هي مجرة تتبع كوكبة الحوت. اكتشفها ألبرت مارث في 23 أكتوبر 1864.

## روابط خارجية
- NGC 462 على موقع ويكي سكاي: DSS2, SDSS, GALEX, IRAS, Hydrogen α, X-Ray, Astrophoto, Sky Map, Articles and images